# تعويق (كوهستان)
تعويق (بالفارسية: تعویق) هي قرية تقع في إيران في Kuhestan Rural District.